# Guest in the House
Guest in the House – amerykański film z 1944 roku w reżyserii André De Totha oraz Johna Brahma.

## Nagrody i nominacje
| Nazwa nagrody | Wygrane            | Nominacje                                                   |
| ------------- | ------------------ | ----------------------------------------------------------- |
| Oscar         | 1946 bez rezultatu | 1946 Najlepsza muzyka w dramacie lub komedii Werner Janssen |